# Cremona (provins)
 For alternative betydninger, se Cremona (flertydig). (Se også artikler, som begynder med Cremona)
Provinsen Cremona (it. Provincia di Cremona) er en provins i regionen Lombardiet i det nordlige Italien. Cremona er provinsens hovedby.
Der var 335.939 indbyggere ved folketællingen i 2001.

## Geografi
Provinsen Cremona grænser
- i nord mod provinserne Bergamo og Brescia,
- i øst mod provinsen Mantova,
- i syd mod Emilia-Romagna (provinserne Parma og Piacenza) og
- i vest mod provinserne Lodi og Milano.

Provinsen ligger helhed på Posletten og er helt flad. Po danner den naturlige grænse mod Emilia-Romagna, og Oglio danner grænsen mod Brescia.
Floderne Serio og Adda løber gennem provinsen.

## Økonomi
Økonomien er hovedsageligt baseret på jordbrug med hvede, majs, byg, sukkerroer og soya som vigtige produkter. I områderne omkring den næststørste byen Crema er der industri.

## A
- Acquanegra Cremonese
- Agnadel
- Annicco
- Azzanello

## B
- Bagnolo Cremasco
- Bonemerse
- Bordolano

## C
- Ca' d'Andrea
- Calvatone
- Camisano
- Campagnola Cremasca
- Capergnanica
- Cappella Cantone
- Cappella de' Picenardi
- Capralba
- Casalbuttano ed Uniti
- Casale Cremasco-Vidolasco
- Casaletto Ceredano
- Casaletto Vaprio
- Casaletto di Sopra
- Casalmaggiore
- Casalmorano
- Castel Gabbiano
- Casteldidone
- Castelleone
- Castelverde
- Castelvisconti
- Cella Dati
- Chieve
- Cicognolo
- Cingia de' Botti
- Corte de' Cortesi con Cignone
- Corte de' Frati
- Credera Rubbiano
- Crema
- Cremona
- Cremosano
- Crotta d'Adda
- Cumignano sul Naviglio

## D
- Derovere
- Dovera
- Drizzona

## F
- Fiesco
- Formigara

## G
- Gabbioneta-Binanuova
- Gadesco-Pieve Delmona
- Genivolta
- Gerre de' Caprioli
- Gombito
- Grontardo
- Grumello Cremonese ed Uniti
- Gussola

## I
- Isola Dovarese
- Izano

## M
- Madignano
- Malagnino
- Martignana di Po
- Monte Cremasco
- Montodine
- Moscazzano
- Motta Baluffi

## O
- Offanengo
- Olmeneta
- Ostiano

## P
- Paderno Ponchielli
- Palazzo Pignano
- Pandino
- Persico Dosimo
- Pescarolo ed Uniti
- Pessina Cremonese
- Piadena
- Pianengo
- Pieranica
- Pieve San Giacomo
- Pieve d'Olmi
- Pizzighettone
- Pozzaglio ed Uniti

## Q
- Quintano

## R
- Ricengo
- Ripalta Arpina
- Ripalta Cremasca
- Ripalta Guerina
- Rivarolo del Re ed Uniti
- Rivolta d'Adda
- Robecco d'Oglio
- Romanengo

## S
- Salvirola
- San Bassano
- San Daniele Po
- San Giovanni in Croce
- San Martino del Lago
- Scandolara Ravara
- Scandolara Ripa d'Oglio
- Sergnano
- Sesto ed Uniti
- Solarolo Rainerio
- Soncino
- Soresina
- Sospiro
- Spinadesco
- Spineda
- Spino d'Adda
- Stagno Lombardo

## T
- Ticengo
- Torlino Vimercati
- Tornata
- Torre de' Picenardi
- Torricella del Pizzo
- Trescore Cremasco
- Trigolo

## V
- Vaiano Cremasco
- Vailate
- Vescovato
- Volongo
- Voltido

45°08′N 10°02′Ø / 45.13°N 10.03°Ø